# Gløshaugen
Gløshaugen er et område cirka to kilometer sydøst for Trondheim centrum i bydelen Lerkendal. Det ligger øst for Elgeseter, vest for Singsaker og i den nordlige end af Lerkendal.
I dag er Gløshaugen-plateauet bedst kendt som NTNUs største universitetsområde – campus NTNU Gløshaugen – med Hovedbygningen fra Norges tekniske høgskole (NTH) som et synligt vartegn, der kan ses fra flere steder i byen.
Før NTH blev oprettet, havde området gennem tiden været brugt til både landbrug, eksercerplads, landsteder og specialskoler.
Efter at Stortinget i år 1900 havde vedtaget, at der skulle oprettes en teknisk højskole i Trondheim, og Gløshaugen var blevet udpeget som placering for skolen, blev der udskrevet en arkitektkonkurrence om hovedbygningen og tre laboratoriebygninger. Det var de bygninger, man mente, der var behov for. Arkitekt Bredo Greves projekt og plan for området blev valgt til realisering.
Senere er skolen blevet udvidet mange gange, forskellige arkitekter har sat deres præg på bebyggelsen, og flere arealplaner er blevet tegnet gennem årene for at udnytte plateauet bedst muligt.
I 1996 blev Norges teknisk-naturvitenskapelige universitet (NTNU) dannet gennem en sammenslutning af NTH og fem andre uddannelses- og forskningsinstitutioner. Campusudvikling er fortsat et satsningsområde, men idealerne har ændret sig siden NTH’s grundlæggelse. I dag er der fokus på bæredygtig udvikling og integration af universitetet i byen – ikke så meget på en "fri og dominerende placering".

## Galleri
- Gamle fysikk på NTNU Gløshaugen
- Vannkraftlaboratoriet på NTNU Gløshaugen
- Infohuset
 tidligere rektorbolig på NTNU Gløshaugen
- Hovedbygningen, NTNU Gløshaugen
- Byggteknisk, NTNU Gløshaugen